# Meinisberg
Meinisberg é uma comuna da Suíça, situada no distrito administrativo de Bienna, no cantão de Berna. Tem 4,4 km² de área e sua população em 2018 foi estimada em 1.303 habitantes.